# Hendrik Willemyns
Hendrik Willemyns (Torhout, 21 januari 1972) is muzikant, producer, film- en documentairemaker vooral bekend van zijn werk bij de Belgische band Arsenal.

## Biografie
Na de studie Beeld, Geluid & Montage aan het RITCS in Brussel ging hij aan de slag ging als monteur bij Woestijnvis. Daar werkt hij van 1997 tot 2007 onder andere mee aan ‘Man bijt Hond’ (1997-2013, Één). In 1997 ontmoet hij John Roan met wie hij de band Gearbox opricht en in 1999 de band Arsenal.

## Albums (Arsenal)
| Titel                            | Jaar | Hoogste positie (Ultratop) | Aantal weken | Opmerking |
| -------------------------------- | ---- | -------------------------- | ------------ | --------- |
| Oyebo Soul                       | 2003 | 75                         | 4            |           |
| Outsides                         | 2005 | 4                          | 74           | Goud      |
| Lotuk                            | 2008 | 1                          | 56           | Goud      |
| Lokemo                           | 2011 | 2                          | 49           | Goud      |
| Furu                             | 2014 | 1                          | 41           | Goud      |
| In the Rush of Shaking Shoulders | 2018 | 2                          | 27           |           |
| The Rhythm of the Band           | 2021 |                            |              |           |

## Soundtracks
In 2008 verzorgt hij met Arsenal de soundtrack van de heruitgave van De Poolreizigers met Mathias Coppens en Dieter Coppens.
In 2015 schrijft Hendrik de soundtrack voor de film D'Ardennen van Robin Pront.

## Documentaires

### Outsides
Als aanvulling op het Arsenal album ‘Outsides’ worden drie korte documentaires gemaakt over enkele gastzangers en hun natuurlijke habitat.
- Gabriel Rios (Puerto Rico)
- Aaron Perrino (Boston, USA)
- Mario Vitalino Dos Santos (Salvador, Brazilië)

### Lotuk
Lotuk is de eerste grote documentaire van Willemyns. Aan de hand van het verloop van een dag schetst hij de portretten van vier Amerikaanse gastzangers op Lotuk, het 3e studioalbum van Arsenal.
- Shawn Smith (Brad, satchel, Pigeonhead)[2]
- John Garcia (Kyuss)
- Cortney Tidwell
- Grant Hart (Hüsker Dü)

De documentaire wordt geselecteerd voor het Leuvense documentairefestival Docville en ook uitgezonden op Canvas.

### Paper trails
In 2010 maakt Hendrik in opdracht van Canvas de zesdelige documentairereeks ‘Paper Trails’, waarin per aflevering klassieker uit de literatuur wordt uitgelicht.
- Afl. 1 – F. Scott Fitzgerald – Tender is the night[4]
- Afl. 2 – Chinua Achebe – Things fall apart[5]
- Afl. 3 – Stanislaw Lem – Solaris[6]
- Afl. 4 – George Orwell – Burmese Days[7]
- Afl. 5 – Roberto Bolaño – Los detectives salvajes[8]
- Afl. 6 – Haruki Murakami – Norwegian Wood

### Arsenal - The rhythm of the band
In een mix van documentaire, fictie en veel muziek gaat Hendrik op zoek naar een antwoord op de vraag "Wat is muziek?", terwijl John Roan zich richt op zijn nieuwe blackmetalband, Lalma. In Chongqing in China komen ze samen voor een reeks gesprekken over hun toekomst en die van Arsenal. De reeks werd uitgezonden op Canvas in mei 2021.

## Films

### Dance! Dance! Dance! (2014)[9]
Het verhaal is dat van een Japanse dj die last heeft van spoken. Hendrik schrijft en produceert de film in samenwerking met de Japanse regisseur Ken Ochiai. Het eindresultaat is een filmconcert dat in première gaat op Film Fest Gent in 2014 en daarna toert langs de Belgische culturele centra. De muziek voor de film wordt tijdens de voorstelling live gebracht door Arsenal.

### Birdsong (2019)[12]
Voor deze tweede film neemt Hendrik naast het script ook zelf de regie in handen. Hij toont de donkere kant van de muziekindustrie door de ogen van een jonge vrouw in Tokio, die droomt van een leven als muzikante. De soundtrack is van de hand van Willemyns en Tim Bruzon. Ook nu wordt deze live uitgevoerd tijdens een reeks filmconcerten. De film zelf werd eind 2019 verkocht aan HBO. In 2021 werd Birdsong bekroond met de juryprijs van Cinéfest Ibiza.

## Boek
Bij de film (Birdsong) wordt ook een verzameling gedichten uitgebracht, Room of Imaginary Creatures, waarin muzikanten en dichters het standpunt innemen van een prostituee. De gedichten werden geïllustreerd door kunstenaars van over heel de wereld.